# Ahmetcan Kaplan
Ahmetcan Kaplan (ur. 16 stycznia 2003 w Trabzonie) – turecki piłkarz, występujący na pozycji obrońcy w holenderskim klubie AFC Ajax Amsterdam oraz w reprezentacji Turcji. Uczestnik Mistrzostw Europy 2024.

## Statystyki

### Klubowe
Na podstawie:
| Klub        | Sezonów | Liga       | Liga  | Liga   | Puchar krajowy | Puchar krajowy | Kontynentalne | Kontynentalne | Suma  | Suma   |
| Klub        | Sezonów | Liga       | Mecze | Bramki | Mecze          | Bramki         | Mecze         | Bramki        | Mecze | Bramki |
| ----------- | ------- | ---------- | ----- | ------ | -------------- | -------------- | ------------- | ------------- | ----- | ------ |
| Trabzonspor | 3       | Süper Lig  | 33    | 2      | 5              | 0              | 0             | 0             | 38    | 2      |
| AFC Ajax    | 2       | Eredivisie | 11    | 0      | 0              | 0              | 2             | 0             | 13    | 0      |
|             | Łącznie | Łącznie    | 44    | 2      | 5              | 0              | 2             | 0             | 51    | 2      |

### Reprezentacyjne
Na podstawie:
Zawodnik nie rozegrał jeszcze żadnego meczu w seniorskiej kadrze.

## Sukcesy
Na podstawie:

### Klubowe
Z Trabzonsporem:
- Mistrz Turcji 2021/22
- Superpuchar Turcji 2020/21, 2022/23